# Leucanopsis oruboides
Leucanopsis oruboides är en fjärilsart som beskrevs av Rothschild 1909. Leucanopsis oruboides ingår i släktet Leucanopsis och familjen björnspinnare. Inga underarter finns listade i Catalogue of Life.